# Georges Morel
Georges René Morel (La Teste-de-Buch, 11 de julio de 1938-La Teste-de-Buch, 21 de noviembre de 2004) fue un deportista francés que compitió en remo. Fue hermano del también remero Jacques Morel.
Participó en los Juegos Olímpicos de Tokio 1964, obteniendo una medalla de plata en la prueba de cuatro con timonel. Ganó dos medallas en el Campeonato Mundial de Remo, bronce en 1962 y plata en 1966.

## Palmarés internacional
| Juegos Olímpicos   | Juegos Olímpicos  | Juegos Olímpicos  | Juegos Olímpicos |
| Año                | Lugar             | Medalla           | Prueba           |
| ------------------ | ----------------- | ----------------- | ---------------- |
| 1964               | Tokio (Japón)     | Medalla de plata  | Dos con timonel  |
| Campeonato Mundial |                   |                   |                  |
| Año                | Lugar             | Medalla           | Prueba           |
| 1962               | Lucerna (Suiza)   | Medalla de bronce | Ocho con timonel |
| 1966               | Bled (Yugoslavia) | Medalla de plata  | Dos con timonel  |